# Polycarpaea multicaulis
Polycarpaea multicaulis är en nejlikväxtart som beskrevs av I.D. Cowie. Polycarpaea multicaulis ingår i släktet Polycarpaea och familjen nejlikväxter. Inga underarter finns listade i Catalogue of Life.